# Football Club Milsami Orhei
Dernière mise à jour : 19 novembre 2024.
Le FC Milsami Orhei est un club moldave de football fondé en 2005 et basé à Orhei. Il évolue actuellement dans le championnat de Moldavie de football. Le club s'appelait auparavant le FC Viitorul Orhei.

## Historique
Le club est créé en 2005 et s'appelle alors le FC Viitorul Orhei. En 2008-2009, l'équipe est sacrée championne de Divizia A et participe pour la première fois de son histoire à la Divizia Națională en 2009-2010 où elle se classe huitième sur douze équipes engagées. En 2015, le club remporte son premier titre de champion de Moldavie.

### Dates marquantes
- 2005 : fondation du club sous le nom de Viitorul Orhei
- 2009 : première participation au championnat de 1re division (saison 2009/10)
- 2010 : le club est renommé Milsami Orhei
- 2011 : première participation à une Coupe d'Europe (C3, saison 2011/12)

## Bilan sportif

### Palmarès
- Championnat de Moldavie (2)
  - Champion en 2015 et 2025
  - Vice-champion en 2017 et 2018
- Coupe de Moldavie (2)
  - Vainqueur en 2012 et 2018
  - Finaliste en 2016
- Supercoupe de Moldavie (2)
  - Vainqueur en 2012 et 2019
  - Finaliste en 2015
- Championnat de Moldavie de deuxième division (1)
  - Champion en 2009

### Bilan européen
Note : dans les résultats ci-dessous, le score du club est toujours donné en premier
| Saison    | Compétition             | Tour             | Club                | Domicile | Extérieur | Total             |
| --------- | ----------------------- | ---------------- | ------------------- | -------- | --------- | ----------------- |
| 2011-2012 | Ligue Europa            | Premier tour Q   | Dinamo Tbilissi     | 1 - 3    | 0 - 2     | 1 - 5             |
| 2012-2013 | Ligue Europa            | Premier tour Q   | FK Aktobe           | 4 - 2    | 0 - 3     | 4 - 5             |
| 2013-2014 | Ligue Europa            | Premier tour Q   | F91 Dudelange       | 1 - 0    | 0 - 0     | 1 - 0             |
| 2013-2014 | Ligue Europa            | Deuxième tour Q  | Chakhtior Salihorsk | 1 - 1 ap | 1 - 1     | 2 - 2 (4 - 2 tab) |
| 2013-2014 | Ligue Europa            | Troisième tour Q | AS Saint-Étienne    | 0 - 3    | 0 - 3     | 0 - 6             |
| 2015-2016 | Ligue des champions     | Deuxième tour Q  | Ludogorets Razgrad  | 2 - 1    | 1 - 0     | 3 - 2             |
| 2015-2016 | Ligue des champions     | Troisième tour Q | Skënderbeu Korçë    | 0 - 2    | 0 - 2     | 0 - 4             |
| 2015-2016 | Ligue Europa            | Barrages Q       | AS Saint-Étienne    | 1 - 1    | 0 - 1     | 0 - 6             |
| 2017-2018 | Ligue Europa            | Premier tour Q   | CS Fola Esch        | 1 - 1    | 1 - 2     | 2 - 3             |
| 2018-2019 | Ligue Europa            | Premier tour Q   | Slovan Bratislava   | 2 - 4    | 0 - 5     | 2 - 9             |
| 2019-2020 | Ligue Europa            | Premier tour Q   | Steaua Bucarest     | 1 - 2    | 0 - 2     | 1 - 4             |
| 2021-2022 | Ligue Europa Conférence | Premier tour Q   | FK Sarajevo         | 0 - 0    | 1 - 0     | 1 - 0             |
| 2021-2022 | Ligue Europa Conférence | Deuxième tour Q  | IF Elfsborg         | 0 - 5    | 0 - 4     | 0 - 9             |
| 2022-2023 | Ligue Europa Conférence | Premier tour Q   | FK Panevėžys        | 2 - 0    | 0 - 0     | 2 - 0             |
| 2022-2023 | Ligue Europa Conférence | Deuxième tour Q  | KuPS                | 1 - 4    | 2 - 2     | 3 - 6             |
| 2023-2024 | Ligue Europa Conférence | Premier tour Q   | FK Panevėžys        | 0 - 1    | 2 - 2     | 2 - 3             |
| 2024-2025 | Ligue Conférence        | Premier tour Q   | Torpedo Jodzina     | 0 - 0    | 4 - 2     | 4 - 2             |
| 2024-2025 | Ligue Conférence        | Deuxième tour Q  | FK Astana           | 1 - 1    | 0 - 1     | 1 - 2             |
| 2025-2026 | Ligue des champions     | Premier tour Q   | KuPS                | 0 - 0    | 0 - 1     | 0 - 1             |
| 2025-2026 | Ligue Conférence        | Deuxième tour Q  | Budućnost Podgorica | 2 - 1    | 0 - 0     | 2 - 1             |
| 2025-2026 | Ligue Conférence        | Troisième tour Q | AC Virtus           | 3 - 2    | 0 - 3     | 3 - 5             |

Légende
- Victoire ou qualification pour le tour suivant
- Match nul
- Défaite ou élimination de la compétition